# Selenocosmia javanensis
Selenocosmia javanensis är en spindelart som först beskrevs av Charles Athanase Walckenaer 1837.  Selenocosmia javanensis ingår i släktet Selenocosmia och familjen fågelspindlar.

## Underarter
Arten delas in i följande underarter:
- S. j. brachyplectra
- S. j. dolichoplectra
- S. j. fulva
- S. j. sumatrana